# Glosar de termeni științifico-fantastici
Acest glosar conține termeni din domeniul științifico-fantastic (literatură, film, teatru, televiziune, radio).  

## A
- autor - o persoană care crează o lucrare în genul științifico-fantastic; poate fi un scriitor, regizor de film sau de teatru etc.

## C
- călătoria în timp - conceptul de mișcare între diferite momente de timp într-un mod analog cu mișcarea unui corp între diferite puncte în spațiu, fie prin trimiterea de corpuri (sau, în unele cazuri, doar informații) înapoi în timp într-un moment anterior prezentului, fie prin trimiterea de obiecte înainte în timp, din prezent spre viitor, fără a fi nevoie de trăirea experienței în intervalul de timp care survine (cel puțin nu într-un ritm normal). Vezi și Listă de ficțiuni cu călătorii în timp.
- convenție - întâlniri ale fanilor genului științifico-fantastic; din punct de vedere istoric, aceste convenții s-au concentrat în primul rând pe literatură, însă multe dintre ele s-au extins și la alte căi de exprimare, cum ar fi filme, televiziune, benzi desenate, animații și jocuri.
- cyberpunk -  subgen al științifico-fantasticului care are loc într-un cadru futurist care tinde să se concentreze asupra unei „combinații de societăți decăzute și de înaltă tehnologie”, care prezintă progrese tehnologice și științifice avansate, cum ar fi inteligența artificială și cibernetica, care sunt juxtapuse cu o ordine socială degradată sau radicală.
- cyborg - un personaj din literatura de anticipație sub forma unui hibrid creier-mașină-microprocesor; robot.

## D
- dieselpunk - un subgen similar steampunkului care combină estetica tehnologiei pe bază de motorină din perioada interbelică până în anii 1950 cu tehnologie retro-futuristă și sensibilități postmoderne.
- distopie -  antiteza unei societăți utopice sau chiar a unei utopii.  O societate distopică se caracterizează prin prezența uneia din formele de guvernare autoritariste sau totalitare sau printr-o formă oarecare de opresiune sau de control social. Termenul provine din limba greacă, în care prefixul dis- are de obicei sensuri negative (ca în „disforic“) în timp ce topos înseamnă „loc“. Vezi și: Listă de autori de literatură distopică,  Listă de filme distopice,  Listă de romane distopice

## E
- Epoca de Aur - o perioadă în care genul științifico-fantastic a beneficiat de o atenție sporită din partea publicului cititor și în care multe scrieri clasice au fost publicate (perioada sfârșitul anilor 1930 - începutul anilor 1950)
- extratereștri - v. viață extraterestră

## F
- fandom - un fandom SF este o subcultură ai cărei membri sunt legați de pasiunea comună pentru științifico fantastic.
- fanzin -  (cuvânt creat din engleză fans magazine - revistă a fanilor) este o publicație neprofesionistă și neoficială produsă de fanii unui fenomen cultural particular (muzică, SF) care are o durată de viață efemeră și tiraj foarte limitat.

## G
- Golden Age - v. Epoca de Aur.

## H
- hard -  un gen al științifico-fantastic-ului în care se pune accentul pe detaliile științifice sau tehnice, ori pe acuratețea științifică, sau pe ambele.
- hiperspațiu -  o metodă de călătorie, fiind descrisă ca o regiune alternativă a spațiului coexistentă cu propriul nostru univers, în care se poate ajunge cu ajutorul unui câmp de energie sau a unui alt dispozitiv. Călătoria în hiperspațiu este frecvent descrisă ca o călătorie cu o viteză superluminică.

## I
- inteligența artificială - inteligență a unor dispozitive artificiale non-biologice
- istorie alternativă (sau ucronie) - lucrare care prezintă o rescriere a istoriei datorate modificării unui eveniment din trecut, ce reprezintă punctul de divergență de unde evenimentele încep a se desfășura altcumva decât s-au desfășurat de fapt. Punctul de divergență poate fi rezultatul unei călătorii în timp, mai exact, călătoria în trecut.

## K
- Kaijū (în japoneză 怪獣) - un sub-gen al filmelor științifico-fantastice cu monștri. Kaijū are sensul de bestie/creatură ciudată. În filmele Kaijū apar creaturi mari de orice formă, care atacă de obicei un oraș important sau intră în luptă cu alți monștri.

## M
- marțian- un locuitor nativ al planetei Marte. Cuvântul marțian este folosit și pentru a descrie un colonist uman al planetei Marte. Vezi și viață extraterestră

## N
- Noul val -  un termen care se aplică lucrărilor științifico-fantastice produse în anii 1960 și 1970. Aceste lucrări se caracterizată printr-un grad ridicat de experimentare, atât ca formă cât și în conținut, având o sensibilitate literară sau artistică  și cu accentul pus pe soft spre deosebire de științifico-fantasticul hard. Termenul noul val este împrumutat dintr-o mișcare a filmului francez cunoscută sub numele de noul val francez (Nouvelle vague)

## P
- postcyberpunk - un (sub-)gen științifico-fantastic care a apărut din mișcarea cyberpunk și își concentrează atenția cu privire la evoluțiile tehnologice în cadrul societății din viitorul apropiat (ca și în lucrările cyberpunk). În lucrările postcyberpunk sunt examinate frecvent efectele sociale cauzate de răspândirea mijloacelor de comunicare, a geneticii și/sau nanotehnologiei. Spre deosebire de cyberpunk-ul "clasic" personajele principale încearcă să îmbunătățească societatea, sau cel puțin să protejeze status quo-ul de o degradare ulterioară.[1]
- premiu SF - premiu de recunoaștere a activității unor autori, editori și ilustratori. Premiile sunt oferite și lucrărilor acestora (romane, filme, benzi desenate etc). Cele mai importante sunt premiile Hugo, ce se acordă anual la fiecare congres Worldcon, organizat de voluntari; cel de-al doilea set de premii se acordă de către criticii de specialitate și se numesc premiile Nebula. Alte premii: Locus, Saturn, Campbell, Philip K. Dick, Clarke, Seiun,  SRSFF Ion Hobana și BSFA.

## R
- realitate alternativă - v. univers paralel
- realitate augmentată - o extensie în lumea reală a realității virtuale
- realitate virtuală - ambianțe artificiale create pe calculator care oferă o simulare a realității atât de reușită, încât utilizatorul poate căpăta impresia de prezență fizică aproape reală, atât în anumite locuri reale, cât și în locuri imaginare.
- realitate simulată - o ipoteză conform căreia realitatea ar putea fi de exemplu doar o simulare pe calculator care nu poate fi deosebită de "adevărata" realitate. Este posibil ca această realitate simulată să fie populată de minți conștiente care pot fi sau nu pot fi pe deplin conștiente de faptul că trăiesc în interiorul unei simulări. Realitatea simulată este un concept destul de diferit de actualul concept, realizabil tehnologic, al realității virtuale. Realitatea virtuală este, teoretic, ușor de identificat în raport cu realitatea "reală", iar participanții ei nu se îndoiesc de natura a ceea ce li se întâmplă. Prin contrast, în realitatea simulată participanții ei pot sau nu pot distinge cât de "reală" este realitatea în care se află. Vezi și Realitatea simulată în ficțiune.
- religie - un sistem de credințe despre viața de după moarte, îngeri, divinitate, geneză, demoni, profeți etc. într-o lume științifico-fantastică. Vezi și Listă de idei religioase în științifico-fantastic.

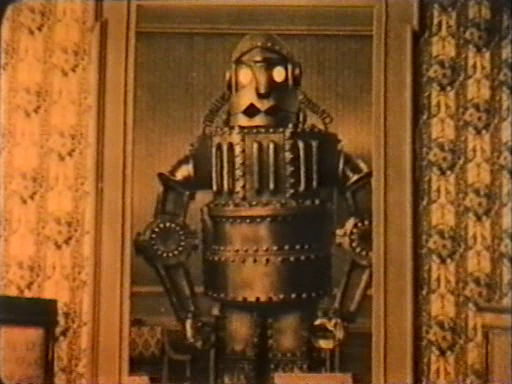
L'uomo meccanico (1921) - primul film SF care prezintă o luptă între roboți

- revoltă cibernetică -  un scenariu în care o inteligență artificială (fie un singur supercomputer, o rețea de calculatoare, sau, uneori, o întreagă „rasă” de mașini inteligente) decide că oamenii (și/sau alte ființe organice non-umane) sunt o amenințare (fie pentru mașini sau pentru ei înșiși), sunt inferioare sau sunt asupritori și încearcă să-i distrugă sau să-i înrobească sub stăpânirea mașinii. În acest scenariu fictiv, oamenii sunt adesea descriși că folosesc foarte mult diferite calități „umane”, cum ar fi exprimarea emoțiilor, ilogica, ineficiența, duplicitatea, imprevizibilitatea sau exploatarea unor reguli de gândire presupune rigide și lipsite de inovație ale inteligenței artificiale.
- robot - un operator mecanic sau virtual, artificial. Robotul este un sistem compus din mai multe elemente: mecanică, senzori și actuatori precum și un mecanism de direcționare. Mecanica stabilește înfățișarea robotului și mișcările posibile pe timp de funcționare. Senzorii și actuatorii sunt întrebuințați la interacțiunea cu mediul sistemului. Mecanismul de direcționare are grijă ca robotul să-și îndeplinească obiectivul cu succes, evaluând de exemplu informațiile senzorilor. Acest mecanism reglează motoarele și planifică mișcările care trebuiesc efectuate. Roboții cu formă umană sunt numiți androizi.

## S
- singularitate tehnologică - temă a științifico-fantasticului în care inteligența artificială este conștientă de sine, mult superioară oamenilor și are diferite relații cu aceștia (război, colaborare, oculte, indiferență).
- steampunk -  un subgen al științifico-fantasticului proeminent în anii 1980-1990. Lucrările steampunk modelează o lume imaginară care și-a însușit cu desăvârșire utilizarea mașinilor cu abur. Termenul este asociat cu cyberpunk, și adesea linia subiectului prezintă o istorie alternativă.
- soft -  un gen al științifico-fantastic-ului în care se pune accentul mai mult pe narațiune și pe elementele fantastice ale acestuia și mai puțin (sau deloc) pe detaliile științifice-tehnice și pe acuratețea științifică.

## Ș
- științifico-fantastic - un gen artistic prezent cu precădere în literatură și cinematografie, a cărui temă principală este impactul științei și tehnologiei asupra societății și persoanelor.

## T
- teleportare (în fizică și în științifico-fantastic) -  un proces de deplasare a unui obiect dintr-un loc în altul, mai mult sau mai puțin instantaneu, fără ca obiectul să parcurgă spațiul dintre cele două poziții. Teoretic au fost inventate mai multe metode de teleportare (teleportare cu găuri în spațiu-timp, gaură de vierme), dar experimental au fost confirmate numai teleportarea cuantică și psihică.

## U
- ucronie -istorie alternativă
- univers paralel (sau realitate alternativă) -  o ipotetică realitate separată autonomă. Un grup specific de universuri paralele este denumit „multivers”, deși acest termen poate fi folosit și pentru a descrie posibilele universuri paralele care constituie realitatea fizică. În timp ce termenii „univers paralel” și „realitate alternativă” sunt sinonimi și, în general, pot fi folosiți alternativ în cele mai multe cazuri, există uneori o conotație suplimentară implicită a termenului de „realitate alternativă” care implică faptul că realitatea este o variantă a realității noastră. Termenul de „univers paralel” este mai generalist, fără nici o conotație care ar implica o relație, sau lipsa de relație, cu universul nostru. Un univers în care legile naturii sunt foarte diferite - de exemplu, unul în care nu există limitări relativiste și viteza luminii poate fi depășită - ar putea fi considerat, în general, un univers paralel, dar nu și o realitate alternativă. Definiția corectă din mecanica cuantică pentru universurile paralele este că sunt „universuri care sunt separate între ele printr-un singur eveniment cuantic.”

## V
- viață extraterestră - viață din spațiul cosmic, viață al cărei mediu natural nu este Pământul. Acest concept se referă la orice tip sau formă de viață, de la cele mai simple sisteme biologice (de ex. virusuri și procariote) până la cele mai complexe forme de viață cu inteligență proprie și organizare socială.
- viteză superluminică - viteză de deplasare mai mare ca viteza luminii

## W
- western științifico-fantastic - o lucrare de ficțiune care combină elementele științifico-fantastice cu cele western.